# Hybride
Pour les articles homonymes, voir Hybride (homonymie), Hybridation et Croisement.

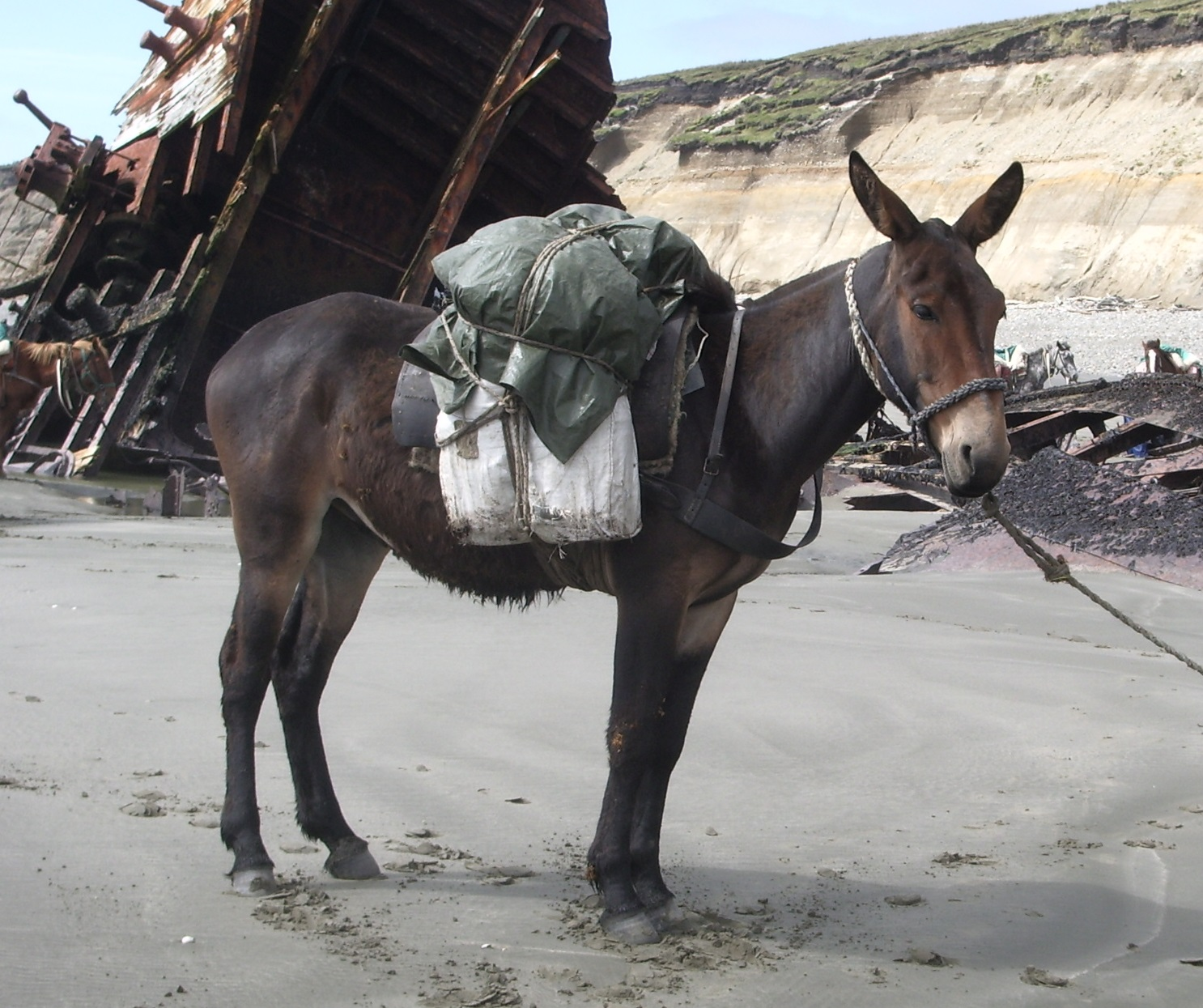
Le mulet est un hybride stérile entre un âne et une jument.

En génétique, un hybride est un organisme issu du croisement de deux individus de deux variétés, sous-espèces (croisement intraspécifique), espèces (croisement interspécifique) ou genres (croisement intergénérique) différents. L'hybride présente un mélange des caractéristiques génétiques des deux parents (notamment, pour ce qui est de la sélection végétale, dans le cas des hybrides F1).
L'hybridation est généralement naturelle dans le sens où elle fait appel au processus normal de reproduction sexuée, mais elle peut aussi être provoquée par hybridation somatique qui est une technique du génie génétique.
En botanique, un taxon hybride est appelé nothotaxon.

## Étymologie
Le mot « hybride » vient du latin « ibrida » qui désignait le produit du sanglier et de la truie, et plus généralement tout individu de sang mêlé. L'orthographe a été modifiée par rapprochement avec le mot grec « hybris » faisant référence à la violence démesurée qui peut évoquer la notion de viol, union contre nature.

## Reproduction des hybrides
Les hybrides peuvent être fertiles ou stériles suivant la différence, surtout structurelle, entre les génomes des deux parents. Les hybrides intraspécifiques seront généralement tout à fait fertiles, tandis que les hybrides interspécifiques ou intergénériques seront généralement peu fertiles voire stériles du fait que structurellement les chromosomes ont des difficultés d'appariement (phénomène d'asyndèse) lors de la méiose. Ils ne sont en effet fertiles que si leurs parents ont le même type – ce qui est le cas de la chienne et du loup, qui donnent la crocotte (fertile) mais pas de la jument et de l'âne (qui donnent une mule ou un mulet, stériles).
Suivant la règle de Haldane, la stérilité hybride est limitée au sexe hétérogamétique. Les animaux hybrides homogamétiques (femelles chez les mammifères et les insectes, mâles chez les oiseaux et les lépidoptères) sont normalement féconds.
On peut trouver dans la section stérilité de l'article Mulet quelques chiffres à ce sujet.
Chez les végétaux, les hybrides peuvent être reproduits par multiplication végétative (bouturage, marcottage ou greffe).

## Rétrocroisement
Le rétrocroisement sert à transférer un ou quelques gènes désirables d'un parent donneur à un parent récepteur par ailleurs acceptable. Il nécessite un croisement répété de nouveaux hybrides au parent récurrent et la sélection du gène désiré du parent donneur (par exemple la race de chat bengal, le canari rouge).

## Sélection génétique et amélioration des plantes
Chez les végétaux, on peut créer des hybrides en pratiquant une pollinisation contrôlée. En France, du fait de l'importance de la viticulture, on ne s'étonnera pas que parmi les premières fécondations artificielles on trouve celles de Bouschet, un propriétaire de l'Aude qui dès les années 1820, commença son activité par le croisement de l'Aramon (forte production) avec le teinturier du Cher (forte couleur du vin). Mais à la même époque, les pépiniéristes multipliaient les variétés de roses. Le botaniste tchèque Gregor Mendel puis l'américain Luther Burbank ou l'agronome russe Ivan Mitchourine et Louis de Vilmorin furent des précurseurs en la matière à la fin du XIXe siècle et au début du XXe siècle.

### Conventions typographiques en botanique
La notation des hybrides se base sur la nomenclature botanique. Un nom d'hybride est indiqué par un signe de multiplication, « × », placé avant le nom ou l'épithète, selon le cas. En cas de nécessité, la lettre « x » minuscule peut remplacer le multiplié, suivie d'une espace pour la distinguer de l'épithète spécifique. Ces signes ne sont jamais en italiques. 
- hybride entre deux genres : « ×Genrenouveau »
  - Exemple pour l'hybride entre les genres Catalpa et Chilopsis (en) :
    - ×Chitalpa ;
    - autres formes admises : × Chitalpa ou x Chitalpa.
- hybride entre deux espèces d'un même genre : « Genre ×especenouvelle »
  - Exemple pour la Menthe poivrée, hybride entre Mentha aquatica et Mentha spicata :
    - Mentha ×piperita ;
    - autres formes admises : Mentha × piperita ou Mentha x piperita.
- hybride entre deux espèces de genre distincts : « ×Genrenouveau especenouvelle »
  - Exemple pour le Citrange, hybride entre Citrus sinensis et Poncirus trifoliata :
    - ×Citroncirus webberi ;
    - autres formes admises : × Citroncirus webberi ou x Citroncirus webberi.

### Techniques d'hybridation végétale

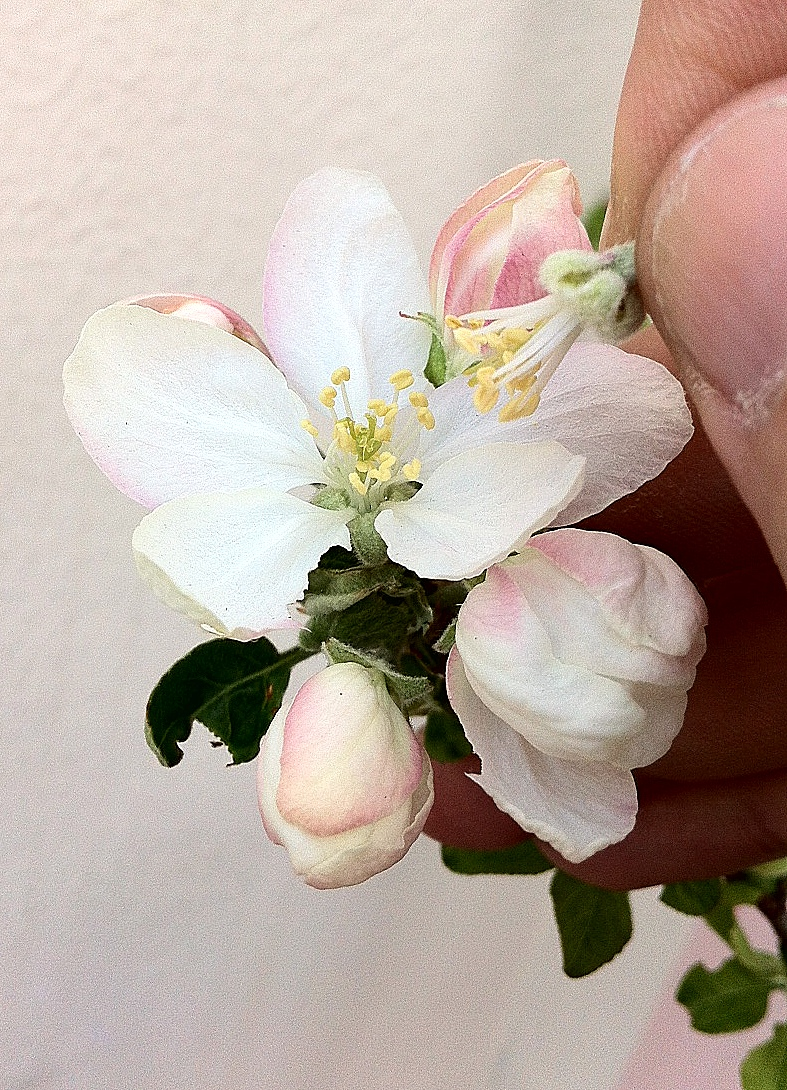
La pollinisation peut aussi être artificielle afin de créer des hybrides ayant des qualités spécifiques héritées des deux parents choisis par l'hybrideur.

L'hybridation peut être réalisée en retirant manuellement les anthères des fleurs du parent (désigné femelle) afin d'éviter une auto-fécondation parfois possible. Une fois les anthères « castrées », on dépose du pollen mûr (prélevé sur le parent mâle choisi) sur le pistil de la fleur du parent femelle. La graine hybride qui en résulte porte l'information génétique des caractères des deux parents.
Si l'hybride obtenu hérite des qualités souhaitées, on parle alors d'effet hétérosis ou vigueur hybride.
Un système de marqueur génétique est désormais souvent utilisé pour ne cultiver à long terme que les semis les plus prometteurs. Par exemple, pour créer de nouvelles variétés de pommes, on croise deux variétés connues ayant des caractéristiques intéressantes. On sème les pépins des fruits obtenus mais on sait que seul 1/8 des semis dispose des allèles recherchés (couleur, conservation, teneur en sucre, etc.). Pour ne garder que ces semis, on procède à un test génétique sur une feuille mûre dès la première année du semis. Si celle-ci montre la présence de gène favorisant une forte production d'éthylène (qui entraîne une mauvaise conservation du fruit), on élimine immédiatement le semis. Il existe aussi des marqueurs permettant de connaître à l'avance la couleur des futurs fruits. En procédant ainsi, les sélectionneurs concentrent leurs travaux uniquement sur les semis de valeur.
Le croisement de deux lignées permet l'obtention d'une variété appelée hybride simple. Un hybride simple peut être croisé avec une lignée bien choisie, pour obtenir un hybride trois voies, ou avec un autre hybride simple pour donner un hybride double.

#### Monohybridisme
Le monohybridisme est le produit de croisement entre deux individus différant par un seul caractère.
Les différentes formes d'un caractère étant généralement contrôlées par différents allèles d'un même gène, on croise des individus de lignée pure par exemple des individus à fleurs jaunes avec des individus à fleurs bleues et on observe la couleur des fleurs obtenues. On pourra ainsi définir quel est l'allèle dominant et quel est le récessif.
Lorsque le croisement concerne deux caractères différents, on parle de dihybridisme, et ainsi de suite.

#### Hybrides F1
Les semences de variétés hybrides de première génération ou hybrides F1 sont le résultat d'un croisement entre deux variétés ou formes d'une même espèce, sélectionnées séparément sur plusieurs générations pour certains traits caractéristiques. Pour obtenir des semences F1, on doit croiser les parents originaux chaque année. Il n'est pas conseillé de récolter les semences produites par les hybrides F1 car elles ne reproduiront pas fidèlement les traits de leurs parents. On dit que ces semences F2 (de 2e génération) sont instables.

#### Hybrides interspécifiques
Quelques exemples d'hybrides entre espèces :
- triticale : hybride de blé tendre et de seigle ;
- clemenvilla : hybride de clémentine et de tangerine ;
- festulolium : hybride de fétuque et de ray-grass ;
- aprium et pluot : hybrides de prunier et d'abricotier ;
- caseille : hybride de cassissier et de groseillier épineux ;
- limequat : hybride de kumquat et de lime (Citrus aurantiifolia × C. fortunella).

Par ailleurs, on observe de nombreux hybrides interspécifiques dans la famille des orchidées : ces plantes relativement récentes dans l'échelle de l'évolution sont en effet de ce fait relativement peu différenciées génétiquement, ce qui facilite leur hybridation naturelle ou horticole, entre espèces, voire entre genres
De nouveaux hybrides sont souvent décrits tels que Anthyllis × gamisansii Delage et al. (Fabaceae), qui est un hybride de 
Anthyllis barba-jovis L. × A. hermanniae L. subsp. corsica Brullo ET Giusso)

## Hybridation chez les animaux

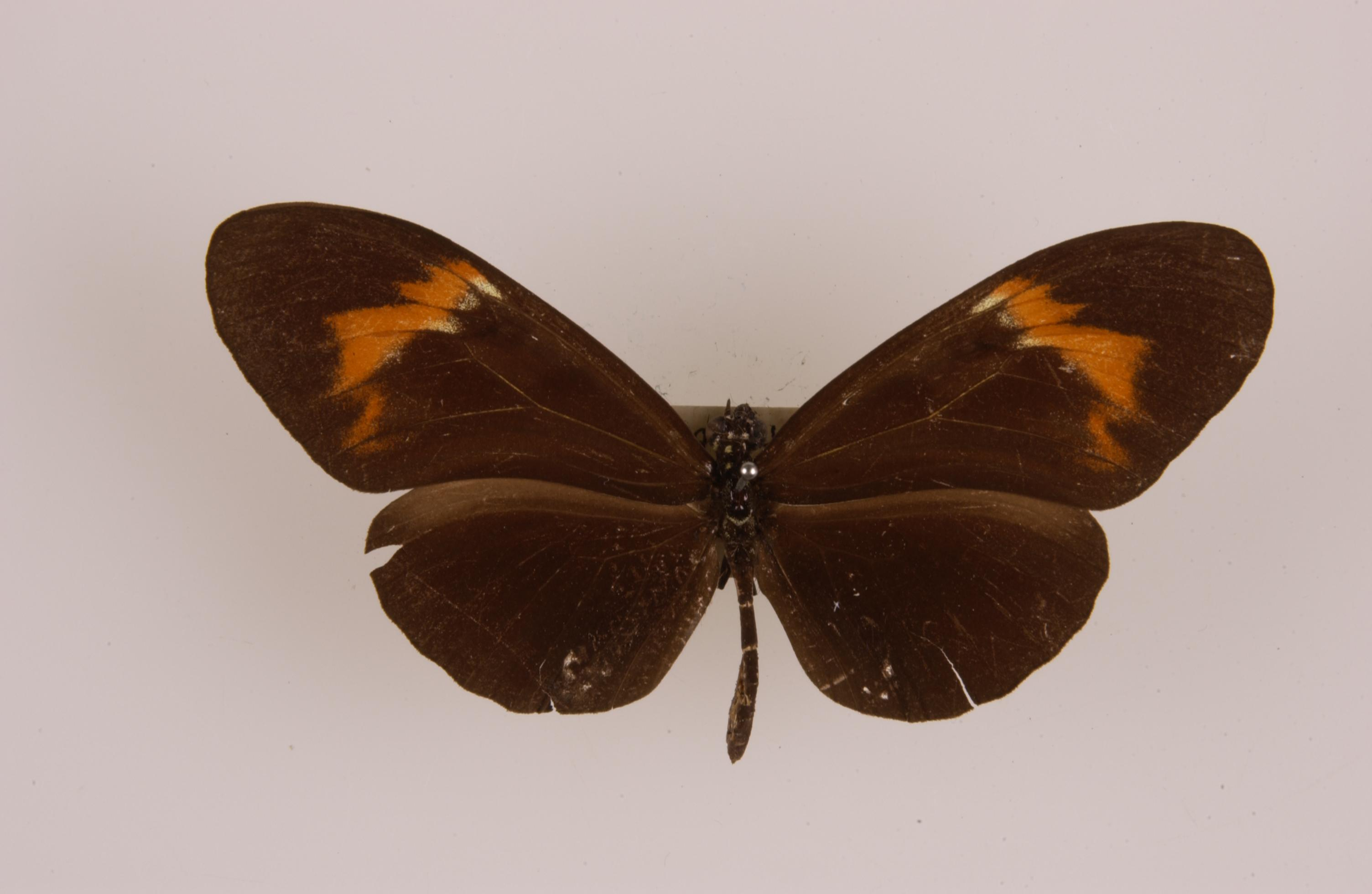
Heliconius heurippa

Les espèces au sein de l'ordre des Lépidoptères s'hybrident facilement, mais rares sont les cas où l'hybridation amène à l'apparition d'une nouvelle espèce. Heliconius heurippa serait un hybride entre Heliconius melpomene melpomene et Heliconius cydno cordula. Un autre cas de « spéciation par hybridation » est celui du Moineau cisalpin (Passer italiae), hybride stable du Moineau domestique (P. domesticus) et du Moineau espagnol (P. hispaniolensis).
L'hybridation est un phénomène abondant chez les espèces animales proches, et la plupart des hybrides ne portent pas de noms. Chez les mammifères cependant, et chez certains oiseaux (principalement domestiques), de nombreux noms ont été créés pour les désigner.
- Équidés :

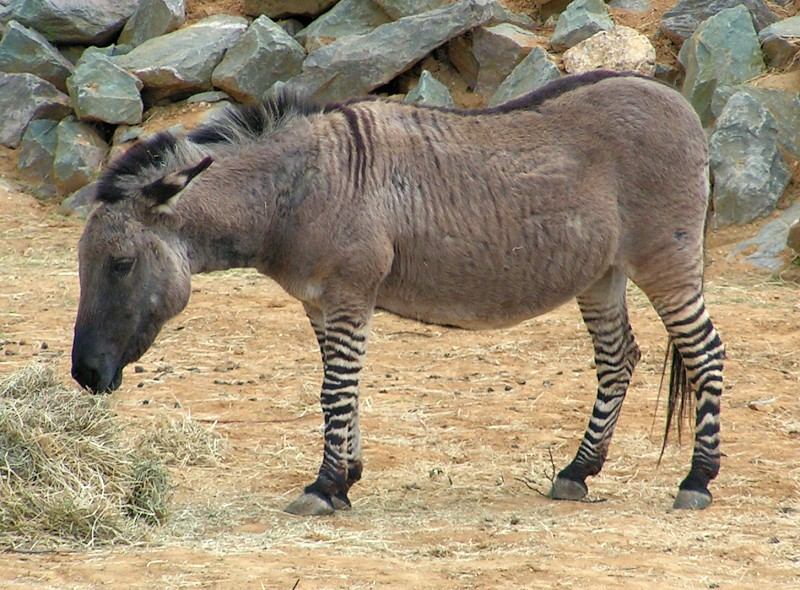
Le zébrâne est un hybride zèbre × âne.

  - bardot ou bardine : ânesse × cheval
  - mulet ou mule : jument × âne
  - † kúnga : † hémippe × âne (1er hybride créé par l'humain)
  - zébrâne (ou donzèbre) : zèbre  × âne 
  - zébrule (ou zorse) : jument × zèbre
  - zony : zèbre × poney
- Félidés du genre Panthera

|         | Lionne  | Tigresse   | Jaguar | Léopard |
| Lion    | —       | Ligre      | Liguar | Liard   |
| Tigre   | Tigron  | —          | Tiguar | Tigard  |
| Jaguar  | Jaglion | Jaguatigre | —      | Jagulep |
| Léopard | Léopon  | Léotig     | Lépjag | —       |

- Autres félidés

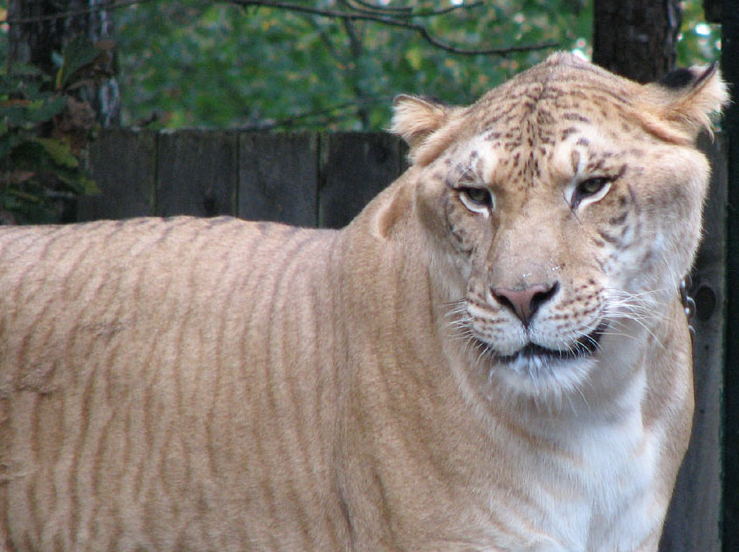
Le Ligre est un hybride d'un mâle lion et femelle tigre du Bengale

  - li-tigron : lion × tigron (femelle)
  - liligre : lion × ligresse
  - tiligre : tigre × ligre
  - pumapard : puma × léopard
  - ocema : ocelot × puma
  - caraval : caracal × serval (femelle)
  - servical : serval × caracal (femelle)
  - safari : chat domestique × chat de Geoffroy
  - savannah : chat domestique × serval
  - bengal : chat domestique × chat leopard du Bengale
  - chausie : chat domestique × chaus
- Canidés :
  - dogxim :  chien x renard de la pampa (femelle)[9]
- Ovins
  - chabin (ou mouchèvre ou musmon) : bélier × chèvre
  - ovicapre : bouc × brebis
  - mouflon × mouton
- Bovinés
  - beefalo : vache × bison
  - cattalo : taureau × bison (femelle)
  - dzo : vache (ou taureau) × yack
  - zopiok (mâle) ou zoom (femelle) : zébu × yack
  - yakalo : yack × bison d'Amérique
  - le bison d'Europe serait un hybride du bison des steppes et de l'aurochs
  - bison hybride : bison d'Amérique × bison d'Europe
  - kalch : éland du Cap × vache
  - éland du Cap × grand koudou

Autres mammifères
- cama : lama (femelle) × dromadaire (mâle)
- chinchilla domestique : Chinchilla lanigera × Chinchilla brevicaudata
- cochonglier (aussi appelé sanglochon) : laie (sanglier) × verrat (porc)
- crocotte : chienne × loup
- coydog : coyote × chien
- coyloup ou coywolf : coyote × loup gris
- jackal_dog : chacal × chien
- hamster hybride : hamster russe (ou dzougarie) × hamster de Campbell
- léporide : lièvre × lapin
- putois × furet
- vison × putois
- vison hybride : vison d'Amérique × vison d'Europe
- marlot : ocelot (femelle) × margay
- pizzly (alias prizzly, ou encore grolar, anglicisme) : ours polaire × grizzly
- grizzly × ours noir
- ours noir d'Asie × ours lippu
- siabon : gibbon × siamang
- gibbon à main blanche × gibbon agile
- orang-outan de Bornéo × orang-outan de Sumatra
- divers hybrides de lémuriens
- bonozé : chimpanzé (femelle) × bonobo
- le koolakamba serait un hybride du gorille des plaines de l'Ouest et du chimpanzé
- turkoman : chameau de Bactriane × dromadaire
- huarizo : alpaga × lama
- whalphin : fausse orque × grand dauphin
- narluga : narval × béluga[10],[11]
- baleine bleue × rorqual boréal
- éléphant d'Afrique × éléphant d'Asie : un cas connu en captivité, Motty
- divers hybrides de macropodes

Autres animaux

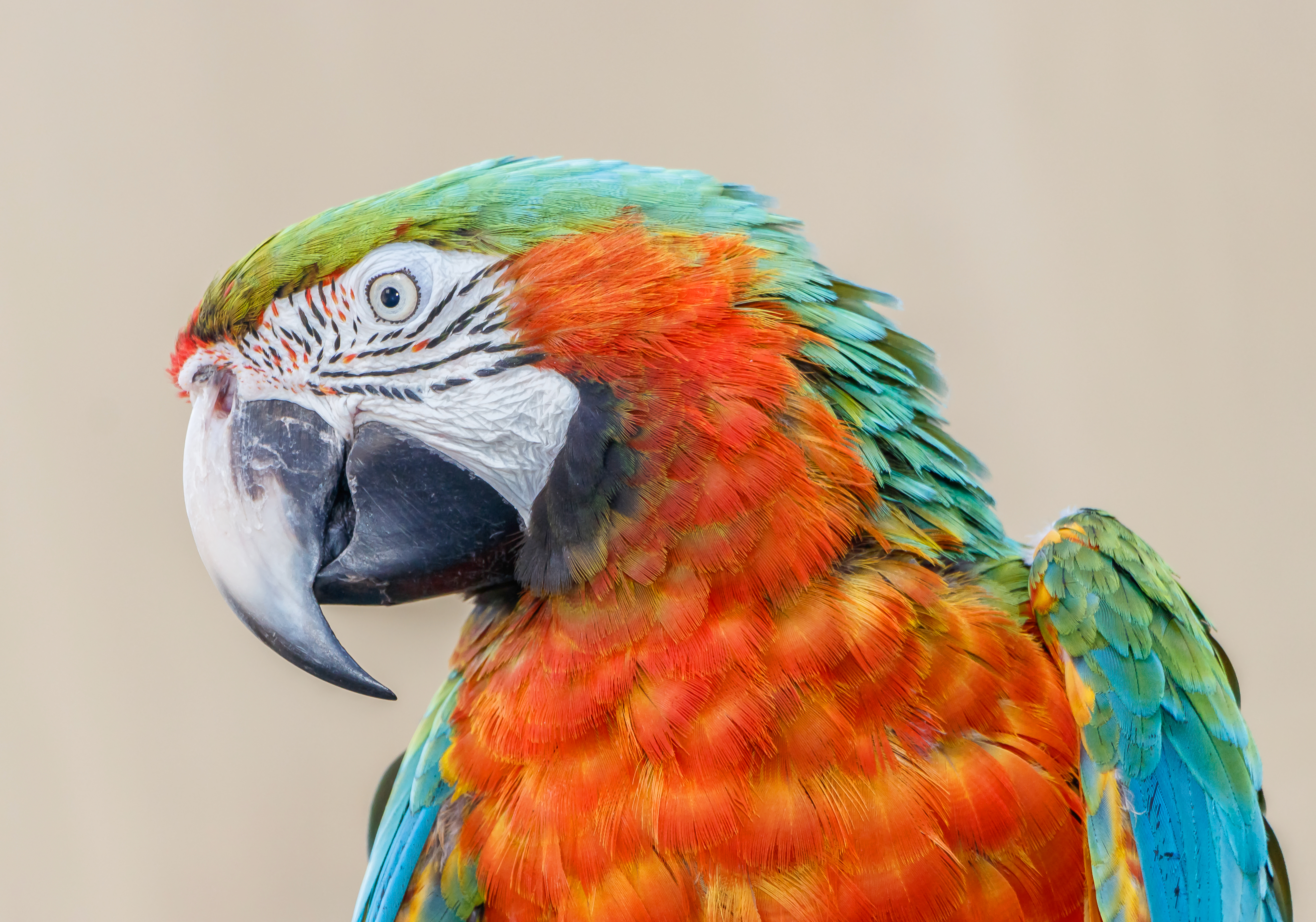
Un Catalina macaw, hybride d'un Ara bleu et d'un Ara rouge. Septembre 2021.

- carpe koï/carpe commune × poisson rouge/carassin doré
- cacatoès hybride: calopsitte élégante × cacatoès rosalbin
- coquard : faisan de Colchide × poule (Bankiva)
- faisan hybride : faisan de Lady Amherst × faisan doré
- mulard : canard de barbarie × cane colvert
- mulet : serin × chardonneret ou tout autre fringillidé (pinson, bouvreuil, linotte…)
- rackelhahn : Grand Tétras × tétras lyre
- triton de Blasius : triton à crête × triton marbré
- le moineau du Japon et la tourterelle domestique (rieuse) sont également issus de nombreuses et patientes hybridations réalisées il y a des siècles entre plusieurs espèces sauvages (capucin damier, moineau domino pour le premier ; tourterelle rose et grise, tourterelle turque, tourterelle des bois pour la seconde) pour créer les espèces intégralement domestiques que l'on connaît aujourd'hui.
- rockaroni : gorfou sauteur × gorfou doré[12]
- paon × pintade
- paon × faisan
- paon × coq
- pintade × faisan
- pintade × coq
- pigeon biset × tourterelle
- requin hybride : requin bordé × requin pointe blanche

### Créations hybrides de «désextinction»
- Projet de création du Mammouphant : Mammouth × Éléphant

### Hybridations infirmées
- jumart : taureau × jument, en réalité irréaliste[13][réf. obsolète]
- humanzee : Homme (Homo sapiens mâle) × chimpanzé bonobo (Pan paniscus femelle)[réf. nécessaire]

### Hybridations fictives
- Cabbit : chat x lapin.

## Conséquences évolutives de l’hybridation

### Acquisition du même patron alaire par hybridation
Dans le cas des papillons tropicaux (heliconius), l’hybridation permet aux espèces proches génétiquement comme H. timareta, H. melpomene et H. elevatus de présenter les mêmes patrons alaires. Ces espèces se miment localement pour faire nombre : plus elles se ressemblent, plus vite les prédateurs apprennent à les éviter. On parle alors d’introgression adaptative.

### Spéciation
L'hybridation entre deux espèces différentes peut conduire à une nouvelle espèce, isolée des espèces parentes sur le plan reproductif.

## Extension de sens hors biologie
On utilise souvent l'adjectif « hybride » pour désigner une combinaison de deux technologies. Un disque dur hybride combine par exemple un plateau magnétique et un petit SSD. Des ordinateurs pouvant fonctionner comme portable ordinaire ou comme tablette sont également qualifiés d'« hybrides ». Les appareils photographiques hybrides sont des appareils photographiques qui combinent objectifs interchangeables et absence de visée optique directe ou reflex : la plupart ont la taille d'un appareil photographique compact tout en disposant d'objectifs interchangeables.